# 单枝竹
单枝竹（学名：Monocladus saxatilis）为禾本科单枝竹属下的一个种。